# 斯托戈韋齊河
斯托戈韋齊河（烏克蘭語：Стоговець），是烏克蘭的河流，位於該國西部外喀爾巴阡州，屬於白季薩河的支流，發源自盧里東南面，流經拉希夫區，河道全長15公里，流域面積99平方公里。